# Ellen Burstyn
Ellen Burstyn, pseudonimo di Edna Rae Gillooly (Detroit, 7 dicembre 1932), è un'attrice statunitense.
Attiva sulle scene dalla fine degli anni cinquanta, iniziò a ottenere consensi all'inizio degli anni settanta con il film L'ultimo spettacolo (1971), per il quale ottenne una candidatura all'Oscar alla miglior attrice non protagonista, seguita da una seconda candidatura all'Oscar alla miglior attrice per L'esorcista (1973). In occasione della sua terza candidatura, vinse la statuetta per la sua interpretazione in Alice non abita più qui (1974) di Martin Scorsese.
Nel 1975 vinse il Tony Award per il suo ruolo nella produzione di Broadway di Lo stesso giorno, il prossimo anno, che interpretò anche nella versione cinematografica del 1978, vincendo un Golden Globe e ricevendo una quarta candidatura all'Oscar. Burstyn ha lavorato costantemente nel cinema, in televisione e in teatro, ottenendo numerosi riconoscimenti nel corso della sua carriera, tra cui sette candidature ai Golden Globe, cinque agli Emmy (due vittorie), e altre due candidature ai Premi Oscar per i film Resurrection (1980) e Requiem for a Dream (2000).

## Biografia

### Primi anni
Ellen Burstyn nacque a Detroit (Michigan) da Correine Marie e John Austin Gillooly, un imprenditore edile. Ha origini irlandesi, francesi, tedesche (immigrati in America) e dai Nativi del Nord America e fu cresciuta sotto le regole cattoliche. I suoi genitori divorziarono quando era ancora bambina, e fu affidata alla madre che lei stessa definì violenta, dura e severa. Ellen infatti lasciò la casa a 18 anni.

### Carriera

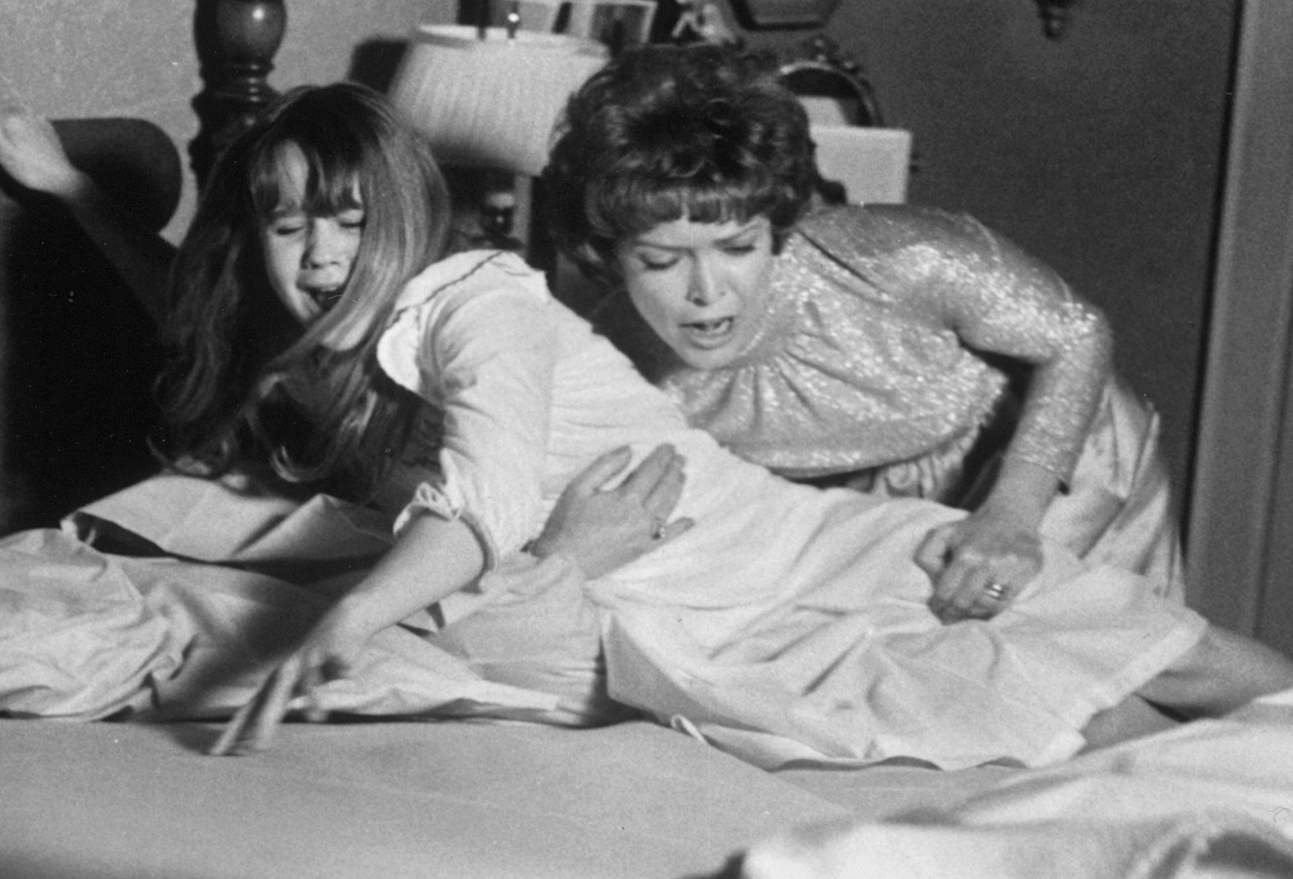
Burstyn e Linda Blair durante le riprese de L'esorcista (1973)

Debuttò a Broadway nel 1957 e si unì a Lee Strasberg all'Actor's Studio nel 1967. Fino al 1970, fu accreditata come "Ellen McRae" in tutti i film e nelle apparizioni televisive. Nel 1975 vinse il Tony Award come migliore attrice per il ruolo nella commedia Same Time, Next Year (ruolo che riprese nella versione cinematografica tre anni dopo). Nel 1972 fu candidata come miglior attrice non protagonista agli Oscar per L'ultimo spettacolo di Peter Bogdanovich, mentre due anni dopo venne candidata come miglior attrice protagonista con L'esorcista di William Friedkin. La statuetta arrivò nel 1975 grazie alla sua interpretazione in Alice non abita più qui di Martin Scorsese. Ottenne altre due candidature nel 1978 per Lo stesso giorno, il prossimo anno e nel 1980 per Resurrection.
Nella prima metà degli anni sessanta interpretò la dottoressa Kate Bartok nella soap della NBC The Doctors. Lavorò inoltre per numerose serie televisive trasmesse in prima serata nel decennio, come Perry Mason, Maverick, Carovane verso il West, Indirizzo permanente, La grande vallata e Gunsmoke. Nel 1980 partecipò anche al Saturday Night Live, mentre nel 1986 fu protagonista di una sua sitcom per la ABC, The Ellen Burstyn Show, con Megan Mullally nella parte di sua figlia e Elaine Stritch in quella di sua madre. La serie fu cancellata dopo una sola stagione. Nel 1990 vinse il Sarah Siddons Award per il suo lavoro al Chicago Theatre. Dal 2000 al 2002, apparve nella serie Così è la vita della CBS. Nel 2006, partecipò alla serie The Book of Daniel, nel ruolo del “vescovo” Beatrice Congreve.
Nel 2000 tornò alla ribalta sul grande schermo con Requiem for a Dream. Grazie a questa interpretazione ottenne nel 2001 la sua sesta candidatura agli Oscar e l’Independent Spirit Award per la miglior attrice protagonista. Nel 2006 fu di nuovo diretta da Darren Aronofsky in The Fountain - L'albero della vita. Inoltre apparve nel 2007 in un episodio di Big Love, interpretando la madre di una moglie poligama. Successivamente recitò la parte della madre di due bambini in The Elephant King.

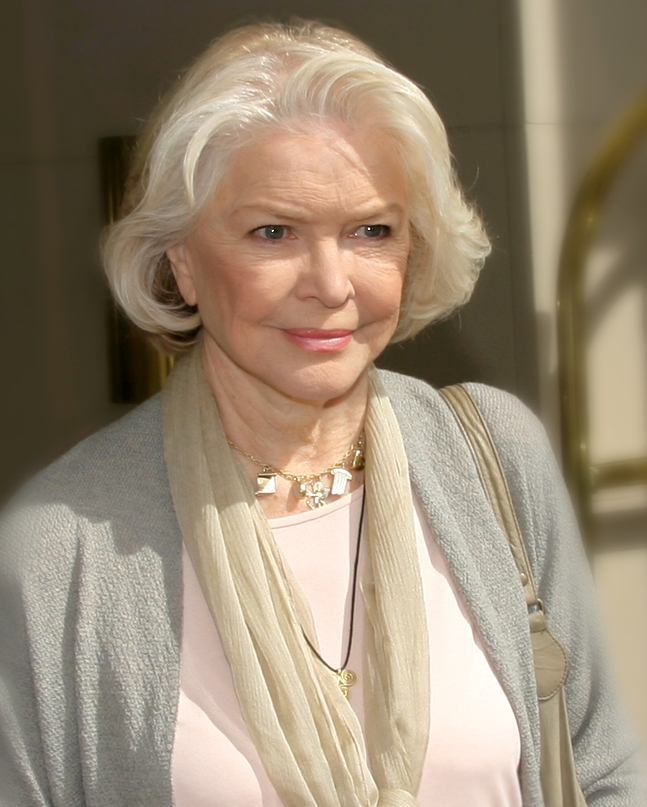
Ellen Burstyn al Toronto International Film Festival 2007

Nel 2008 ritornò sul palcoscenico con The Little Flower of East Orange, commedia scritta da Stephen Adly Guirgis e diretta da Philip Seymour Hoffman in co-produzione con LAByrinth Theater Company e The Public Theater a New York City. Sul grande schermo interpretò la first lady Barbara Bush nel film di Oliver Stone W (2008). Inoltre è stata guest star nella decima stagione di Law & Order - Unità vittime speciali, nel ruolo della madre del detective Elliot Stabler, affetta dal disturbo bipolare. Ha ripreso il ruolo a partire dal 2021 nello spin-off Law & Order - Organized Crime.

### Emmy Award e controversie
L'attrice fu candidata per un Premio Emmy nel 1981 e nel 1987; nel 2006 fu candidata nuovamente per l'Emmy come miglior attrice non protagonista per la miniserie della HBO Mrs Harris nel ruolo della dottoressa Tarnowers. La candidatura provocò alcune polemiche, dal momento che l'interpretazione dell'attrice consisteva in un'apparizione di soli 14 secondi, con due battute di dialogo. La Academy of Television Arts & Sciences inizialmente insistette che in base al voto del pubblico la candidatura fosse legittima. Allo stesso tempo l'HBO incolpò la produzione del film. La reazione dell'attrice invece fu la seguente:
In seguito dichiarò:
( Ellen Burstyn sounds off on her Emmy nod, su usatoday.com, USA Today, 3 novembre 2006. URL consultato il 25 gennaio 2008.)
Infine Kelly Macdonald, che recitò in The Girl in the Cafe, vinse il premio. Nel marzo 2007 l'Academy annunciò che per la candidatura al premio Emmy per un ruolo di supporto, un attore sarebbe dovuto apparire sullo schermo almeno per il 5 per cento del tempo.

### Altre attività
Durante gli anni settanta l'attrice era attiva nel movimento per liberare il pugile Rubin "Hurricane" Carter dalla detenzione. Burstyn nel 1981 registrò The Ballad of the Nazi Soldier's Wife per l'album di Ben Bagley Kurt Weill Revisited, Vol. 2.
Dal 1982 al 1985 è stata presidente dell'Actors' Equity Association. Nel 1997 si unì al Michigan Women's Hall of Fame e nel 1995 fu nominata co-presidente all'Actors Studio, a fianco di Al Pacino e Harvey Keitel (quest'ultimo sostituito da Alec Baldwin nel 2017). Sempre per l'Actors Studio è stata direttrice artistica per la sede di New York.

## Vita privata
Nel 1950 sposò il poeta Bill Alexander, di cui rimase incinta nello stesso anno ricorrendo però a un aborto illegale che la rese sterile; i due divorziarono nel 1957. L'anno seguente si sposò con il regista Paul Roberts, con cui, nel 1962, adottò un bambino di nome Jefferson. Nello stesso anno la coppia si separò. Successivamente sposò l'attore Neil Nephew, ma la loro unione fu turbolenta. Malato di schizofrenia, Nephew soffriva di attacchi di violenza, e infine la lasciò. I due divorziarono nel 1972.
Nell'autobiografia Lessons in Becoming Myself, Ellen Burstyn rivelò di aver subito molestie da Nephew per altri otto anni dopo il divorzio. Inoltre dichiarò che l'ex-marito l'aveva aggredita sessualmente, ma non fu arrestato in quanto allora il fatto non era considerato un crimine se la donna era la moglie. Neil Nephew si suicidò nel 1978. Nella circostanza, i genitori dell'uomo spedirono un telegramma a Ellen nel quale c'era scritto: "Congratulazioni hai vinto un nuovo Oscar; Neil si è suicidato".
Burstyn pratica il sufismo: è infatti affiliata allo Zen Peacemaker Order - Maezumi Institute, ispirata dal libro The Last Barrier: A Journey Through the World of Sufi Teaching.

## Filmografia

### Attrice

#### Cinema
- Ciao, Charlie (Goodbye Charlie), regia di Vincente Minnelli (1964)
- Pit Stop, regia di Jack Hill (1969)
- Tropico del Cancro (Tropic of Cancer), regia di Joseph Strick (1969) - non accreditata
- Il mondo di Alex (Alex in Wonderland), regia di Paul Mazursky (1969)
- L'ultimo spettacolo (The Last Picture Show), regia di Peter Bogdanovich (1971)
- Il re dei giardini di Marvin (The King of Marvin Gardens), regia di Bob Rafelson (1972)
- L'esorcista (The Exorcist), regia di William Friedkin (1973)
- Harry e Tonto (Harry and Tonto), regia di Paul Mazursky (1974)
- Alice non abita più qui (Alice Doesn't Live Here Anymore), regia di Martin Scorsese (1974)
- Providence, regia di Alain Resnais (1977)
- Kravgi gynaikon, regia di Jules Dassin (1978)
- Lo stesso giorno, il prossimo anno (Same Time, Next Year), regia di Robert Mulligan (1978)
- Resurrection, regia di Daniel Petrie (1980)
- Il silenzio del nord (Silence of the North), regia di Allan King (1981)
- I guerrieri del vento (The Ambassador), regia di J. Lee Thompson (1984)
- Due volte nella vita (Twice in a Lifetime), regia di Bud Yorkin (1985)
- La guerra di Hanna (Hanna's War), regia di Menahem Golan (1988)
- The Color of Evening, regia di Steve Stafford (1990)
- Scelta d'amore - La storia di Hilary e Victor (Dying Young), regia di Joel Schumacher (1991)
- L'isola dell'amore (Grand Isle), regia di Mary Lambert (1991)
- Il club delle vedove (The Cemetery Club), regia di Bill Duke (1993)
- Amarsi (When a Man Loves a Woman), regia di Luis Mandoki (1994)
- Un adorabile testardo (Roommates), regia di Peter Yates (1995)
- Il club delle baby sitter (The Baby-Sitters Club), regia di Melanie Mayron (1995)
- Gli anni dei ricordi (How to Make an American Quilt), regia di Jocelyn Moorhouse (1995)
- La ragazza di Spitfire Grill (The Spitfire Grill), regia di Lee David Zlotoff (1996)
- Cross the Line (1996)
- L'impostore (Deceiver), regia di Jonas Pate (1997)
- You Can Thank Me Later, regia di Shimon Dotan (1998)
- Scherzi del cuore (Playing by Heart), regia di Willard Carrol (1998)
- Walking Across Egypt, regia di Arthur Allan Seidelman (1999)
- The Yards, regia di James Gray (2000)
- Requiem for a Dream, regia di Darren Aronofsky (2000)
- I sublimi segreti delle Ya-Ya sisters (Divine Secrets of the Ya-Ya Sisterhood), regia di Callie Khouri (2002)
- The Elephant King, regia di Seth Grossman (2006)
- Il prescelto (The Wicker Man), regia di Neil LaBute (2006)
- The Fountain - L'albero della vita (The Fountain), regia di Darren Aronofsky (2006)
- 30 Days, regia di Jamal Joseph (2006)
- The Stone Angel, regia di Kari Skogland (2007)
- Lovely, Still, regia di Nicholas Fackler (2008)
- L'amore impossibile di Fisher Willow (The Loss of a Teardrop Diamond), regia di Jodie Markell (2008)
- W., regia di Oliver Stone (2008)
- The Mighty Macs, regia di Tim Chambers (2009)
- Greta, regia di Nancy Bardawil (2009)
- Main St. - L'uomo del futuro (Main Street), regia di John Doyle (2010)
- Another Happy Day, regia di Sam Levinson (2011)
- Un giorno questo dolore ti sarà utile, regia di Roberto Faenza (2011)
- Mai lontano da qui (Wish You Well), regia di Darnell Martin (2013)
- Two Men in Town, regia di Rachid Bouchareb (2014)
- River of Fundament, regia di Matthew Barney (2014)
- Draft Day, regia di Ivan Reitman (2014)
- The Calling - Vocazione omicida (The Calling), regia di Jason Stone (2014)
- Interstellar, regia di Christopher Nolan (2014)
- Adaline - L'eterna giovinezza (The Age of Adaline), regia di Lee Toland Krieger (2015)
- About Scout, regia di Laurie Weltz (2015)
- Wiener-Dog, regia di Todd Solondz (2016)
- Custody - Bambini contesi (Custody), regia di James Lapine (2016)
- The House of Tomorrow, regia di Peter Livolsi (2017)
- Quando arriva l'amore (A Little Something for Your Birthday), regia di Susan Walter (2017)
- Nostalgia, regia di Mark Pellington (2018)
- The Tale, regia di Jennifer Fox (2018)
- American Woman, regia di Semi Chellas (2019)
- Lucy in the Sky, regia di Noah Hawley (2019)
- Pieces of a Woman, regia di Kornél Mundruczó (2020)
- Queen Bees, regia di Michael Lembeck (2021)
- L'esorcista - Il credente (The Exorcist: Believer), regia di David Gordon Green (2023)
- Divano di famiglia (Mother, Couch), regia di Niclas Larsson (2023)

#### Televisione
- Kraft Television Theatre – serie TV, 1 episodio (1958)
- The Christmas Tree – serie TV, 1 episodio (1958)
- The DuPont Show of the Month – serie TV, 1 episodio (1960)
- Michael Shayne – serie TV episodio 1x23 (1961)
- Letter to Loretta – serie TV, 1 episodio (1961)
- Surfside 6 – serie TV, episodio 1x28 (1961)
- The Dick Powell Show – serie TV, episodio 1x02 (1961)
- Il dottor Kildare (Dr. Kildare) – serie TV, 1 episodio (1961)
- Cheyenne – serie TV, 1 episodio (1961)
- Indirizzo permanente (77 Sunset Strip) – serie TV, 2 episodi (1961-1963)
- Bus Stop – serie TV, episodio 1x16 (1962)
- I detectives (The Detectives) – serie TV, episodio 3x28 (1962)
- Scacco matto (Checkmate) – serie TV, episodio 2x31 (1962)
- Kraft Mystery Theater – serie TV, 1 episodio (1962)
- Ben Casey – serie TV, 2 episodi (1962)
- I'm Dickens, He's Fenster – serie TV, 1 episodio (1962)
- The Many Loves of Dobie Gillis – serie TV, 1 episodio (1962)
- Perry Mason – serie TV, 1 episodio (1962)
- The Real McCoys – serie TV, 1 episodio (1962)
- Gunsmoke – serie TV, 3 episodi (1962-1971)
- Laramie – serie TV, 1 episodio (1963)
- La parola alla difesa (The Defenders) – serie TV, 1 episodio (1963)
- Going My Way – serie TV, episodio 1x29 (1963)
- Carovane verso il West (Wagon Train) – serie TV, 1 episodio (1963)
- Vacation Playhouse – serie TV, episodio 1x05 (1963)
- The Crisis – serie TV, 1 episodio (1964)
- Polvere di stelle (Bob Hope Presents the Chrysler Theatre) – serie TV, 1 episodio (1964)
- The Greatest Show on Earth – serie TV, episodio 1x17 (1964)
- Death Valley Days – serie TV, 1 episodio (1964)
- For Those Who Think Young – serie TV, 1 episodio (1964)
- For the People – serie TV, 1 episodio (1965)
- The Doctors – serie TV, 1 episodio (1965)
- Kronos - Sfida al passato (The Time Tunnel) – serie TV, episodio 1x06 (1966)
- La grande vallata (The Big Valley) – serie TV, 1 episodio (1967)
- Iron Horse – serie TV, 9 episodio (1967-1968)
- Il virginiano (The Virginian) – serie TV, episodio 7x16 (1969)
- Insight – serie TV, 1 episodio (1969)
- The Bold Ones: The Lawyers – serie TV, 1 episodio (1972)
- Il gioco del giovedì (Thursday's Game), regia di Robert Moore – film TV (1974)
- The People vs. Jean Harris, regia di George Schaefer – film TV (1981)
- Patto di amore e di morte (Surviving), regia di Waris Hussein – film TV (1985)
- Scomparso nel nulla (Into Thin Air), regia di Roger Young – film TV (1985)
- L'esecuzione... una storia vera (Act of Vengeance), regia di John Mackenzie – film TV (1986)
- The Ellen Burstyn Show – serie TV, 13 episodi (1986-1987)
- Something in Common, regia di Glenn Jordan – film TV (1986)
- Pack of Lies, regia di Anthony Page – film TV (1987)
- Look Away, regia di Arthur Allan Seidelman – film TV (1987)
- Prima del tramonto (When You Remember Me), regia di Harry Winer – film TV (1990)
- La signora Lambert è fuggita (Mrs. Lambert Remembers Love), regia di Charles Matthau – film TV (1991)
- La battaglia di Nancy (Taking Back My Life: The Nancy Ziegenmeyer Story), regia di Harry Winer – film TV ()
- Cose da non dire (Shattered Trust: The Shari Karney Story), regia di Bill Corcoran – film TV (1993)
- The Roots of Roe, regia di Andie Haas – documentario (1993)
- Prigioniera del suo passato (Getting Out), regia di John Korty – film TV (1994)
- Il giuramento di Diane (Getting Gotti), regia di Roger Young – film TV (1994)
- Trick of the Eye, regia di Ed Kaplan – film TV (1994)
- Cura d'amore (My Brother's Keeper), regia di Glenn Jordan – film TV (1995)
- Seguendo il fiume (Follow the River), regia di Martin Davidson – film TV (1995)
- Gli uomini della mia vita (Our Son, the Matchmaker), regia di Lorraine Senna – film TV (1996)
- Timepiece, regia di Marcus Cole – film TV (1996)
- Visioni di un delitto (A Deadly Vision), regia di Bill Norton – film TV (1997)
- The Wonderful World of Disney – serie TV, 1 episodio (1997)
- Un miracolo anche per me (The Patron Saint of Liars), regia di Stephen Gyllenhaal – film TV (1998)
- Lo specchio del destino (A Will of Their Own) – miniserie TV, 1 episodio (1998)
- Un nuovo inizio (Night Ride Home), regia di Glenn Jordan (1999)
- Mermaid, regia di Peter Masterson – film TV (2000)
- Così è la vita (That's Life) – serie TV, 36 episodi (2000-2002)
- Dodson's Journey, regia di Gregg Champion – film TV (2001)
- Tra queste mura (Within These Walls), regia di Mike Robe – film TV (2001)
- Il destino nel dipinto (Brush with Fate), regia di Brent Shields – film TV (2003)
- The Madam's Family: The Truth About the Canal Street Brothel, regia di Ron Lagomarsino – film TV (2004)
- The Five People You Meet in Heaven, regia di Lloyd Kramer – film TV (2004)
- Our Fathers, regia di Dan Curtis – film TV (2005)
- Mrs. Harris, regia di Phyllis Nagy – film TV (2005)
- The Book of Daniel – serie TV, 8 episodi (2006)
- Big Love – serie TV, 6 episodi (2007-2011)
- Mitch Albom's For One More Day, regia di Lloyd Kramer – film TV (2007)
- Law & Order - Unità vittime speciali (Law & Order: Special Victims Unit) – serie TV, episodio 10x03 (2009)
- Possible Side Effects, regia di Tim Robbins – film TV (2009)
- Political Animals, regia di Greg Berlanti – miniserie TV, 6 puntate (2012)
- Coma, regia di Mikael Salomon – miniserie TV, 2 episodi (2012)
- Flowers in the Attic, regia di Deborah Chow – film TV (2014)
- Petals on the Wind, regia di Karen Moncrieff – film TV (2014)
- Louie – serie TV, 5 episodi (2014)
- Old Soul, regia di David Wain – film TV (2014)
- Mom – serie TV, 1 episodio (2015)
- House of Cards - Gli intrighi del potere (House of Cards) – serie TV, 5 episodi (2016)
- Law & Order: Organized Crime – serie TV, 27 episodi (2021-2025)
- The First Lady – serie TV, 6 episodi (2022)

### Doppiatrice
- Dear America - Lettere dal Vietnam (Dear America: Letters Home from Vietnam), regia di Bill Couturié – documentario (1987)
- Distance, regia di Jonathan Jakubowicz – cortometraggio (2002)
- Red Dragon, regia di Brett Ratner (2002) - non accreditata
- Il coniglietto di velluto (The Velveteen Rabbit), regia di Michael Landon Jr. (2009)
- Quando c'era Marnie (Omoide no Mānī), regia di Hiromasa Yonebayashi (2015) - versione in lingua inglese

## Teatro
- Same Time, Next Year di Bernard Slade, regia di Gene Saks. Brooks Atkinson Theatre di Broadway (1975)
- Park Your Car in Harvard Yard di Israel Horovitz, regia di Lynne Meadow. Manhattan Theatre Club di New York (1984)
- Sacrilege di Diane Shaffer, regia di Don Scardino. Belasco Theatre di Broadway (1983)
- Shirley Valentine di Willy Russell, regia di Simon Callow. Booth Theatre (1999)
- Lungo viaggio verso la notte di Eugene O'Neill, regia di Michael Wilson. Hartford Stage di Hartford (1999)
- The Little Flower of East Orange di Stephen Adly Guirgis, regia di Philip Seymour Hoffman. Public Theater di New York (2008)
- Welcome Home, Dean Charbonneu, testo e regia di Adam Rapp. Public Theater di New York (2010)
- La calunnia di Lillian Hellman, regia di Ian Rickson. Comedy Theatre di Londra (2011)
- The Atmosphere of Memory di David Bar Katz, regia di Pam MacKinnon. Bank Street Theatre di New York (2011)
- Picnic di William Inge, regia di Sam Gold. American Airlines Theatre di Broadway (2012)
- Come vi piace di William Shakespeare, regia di John Doyle. Classic Stage Company di New York (2017)

## Opere
- (EN) Lessons in Becoming Myself, Riverhead Books, 2006.

## Riconoscimenti
- Premio Oscar
  - 1972 – Candidatura alla miglior attrice non protagonista per L'ultimo spettacolo
  - 1974 – Candidatura alla miglior attrice per L'esorcista
  - 1975 – Miglior attrice per Alice non abita più qui
  - 1979 – Candidatura alla miglior attrice per Lo stesso giorno, il prossimo anno
  - 1981 – Candidatura alla miglior attrice per Resurrection
  - 2001 – Candidatura alla migliore attrice per Requiem for a Dream
- Golden Globe
  - 1972 – Candidatura alla migliore attrice non protagonista per L'ultimo spettacolo
  - 1974 – Candidatura alla migliore attrice in un film drammatico per L'esorcista
  - 1975 – Candidatura alla migliore attrice in un film drammatico per Alice non abita più qui
  - 1979 – Migliore attrice in un film commedia o musicale per Lo stesso giorno, il prossimo anno
  - 1981 – Candidatura alla migliore attrice in un film drammatico per Resurrection
  - 1982 – Candidatura alla miglior attrice in una mini-serie o film per la televisione per The People vs. Jean Harris
  - 2001 – Candidatura alla migliore attrice in un film drammatico per Requiem for a Dream
- BAFTA
  - 1976 – Migliore attrice protagonista per Alice non abita più qui
- Premio Emmy
  - 2010 – Migliore guest star in una serie drammatica per Law & Order - Unità vittime speciali
- Tony Award
  - 1975 – Miglior attrice protagonista in un'opera teatrale per Same Time, Next Year

## Doppiatrici italiane
Nelle versioni in italiano dei suoi lavori, Ellen Burstyn è stata doppiata da: 
- Vittoria Febbi in Providence, Il club delle baby sitter, Gli anni dei ricordi, Law & Order - Unità vittime speciali, I sublimi segreti delle Ya-Ya sisters, Il prescelto, Louie, Un giorno questo dolore ti sarà utile, House of Cards - Gli intrighi del potere, Divano di famiglia
- Melina Martello in Scherzi del cuore, Interstellar, Adaline - L'eterna giovinezza, Pieces of a Woman, The First Lady
- Aurora Cancian in Scelta d'amore - La storia di Hilary e Victor, Il giuramento di Diane, W., L'esorcista - Il credente
- Rita Savagnone ne Il re dei giardini di Marvin, Big Love, The Calling - Vocazione omicida
- Noemi Gifuni in Finalmente a casa, Il coraggio di Arlene, Tra queste mura
- Sonia Scotti in Ricordo d'amore, Main St. - L'uomo del futuro, Law & Order: Organized Crime
- Livia Giampalmo in Harry e Tonto, Lo stesso giorno, il prossimo anno
- Valeria Valeri in Alice non abita più qui, Così è la vita
- Maria Pia Di Meo in Due volte nella vita, The Fountain - L'albero della vita
- Vanna Busoni in Amarsi, Il club delle vedove
- Lorenza Biella in Draft Day, The Tale
- Anna Rita Pasanisi ne L'ultimo spettacolo (ridoppiaggio), Another Happy Day
- Valeria Falcinelli in Tessuto di menzogne, Lucy in the Sky
- Franca Nuti ne La guerra di Hanna, Requiem for a Dream
- Marzia Ubaldi ne L'ultimo spettacolo
- Valeria Moriconi ne L'esorcista
- Miranda Bonansea in Un adorabile testardo
- Isa Bellini ne La ragazza di Spitfire Grill
- Paola Piccinato in Timepiece
- Serena Michelotti ne L'impostore
- Claudia Giannotti in The Yards
- Manuela Andrei ne Il destino nel dipinto
- Graziella Polesinanti ne L'amore impossibile di Fisher Willow
- Franca Lumachi in The Mighty Macs
- Daniela Debolini in Mom
- Lucia Valenti in Queen Bees

Nei prodotti nei quali ha partecipato come doppiatrice, in italiano è stata sostituita da:
- Alina Moradei in Red Dragon